# Hotel Meliá Madrid Princesa
El Hotel Meliá Madrid Princesa es un hotel de la cadena Meliá Hotels International situado en Madrid, concretamente en la calle de la Princesa, en el distrito Moncloa-Aravaca. Construido en 1965, fue uno de los primeros edificios de gran altura de la ciudad, con 21 plantas. Se encuentra cerca de la Torre de Madrid y del Edificio España.

## Descripción
El edificio forma parte de un conjunto urbanístico llamado «Centro Princesa», que se levanta sobre una parcela de 4200 metros cuadrados y se organiza en torno a una base compuesta por tres plantas comerciales y cuatro niveles subterráneos de aparcamiento con capacidad para 300 vehículos. Una calle privada atraviesa el interior del conjunto, proporcionando acceso directo al hotel.
Sobre esta plataforma se erigen dos volúmenes independientes. El primero, de gran altura y forma paralelepipédica, que alberga el hotel. El segundo volumen, de planta hexagonal y altura media, cuenta con siete plantas destinadas a oficinas.
En su interior, el hotel ofrece 273 habitaciones y un área de eventos distribuida en 25 salas, que en conjunto suman 1447 metros cuadrados.

## Galería

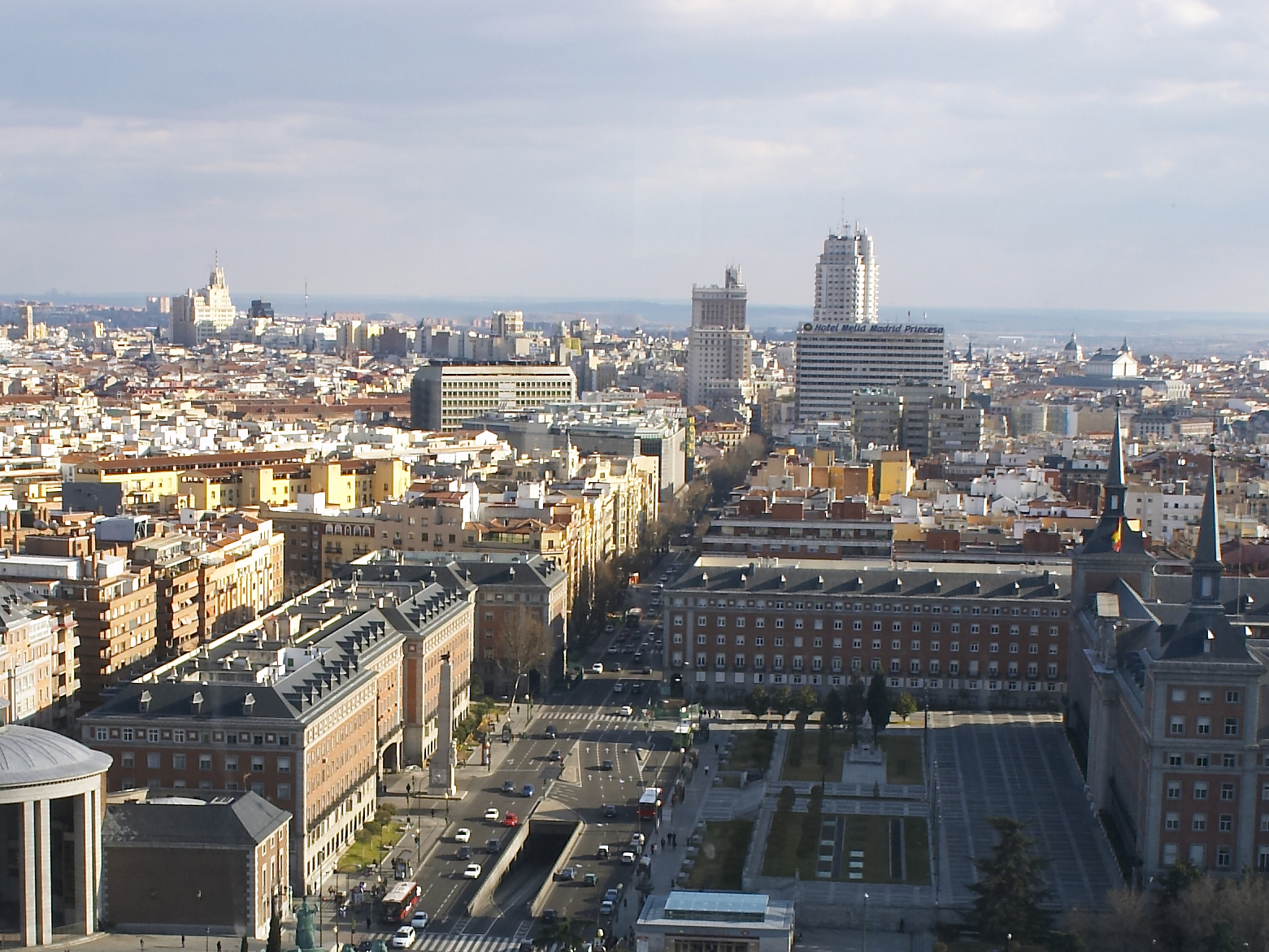
Vistas desde el Faro de Moncloa, desde donde se observan, además del hotel, el Edificio Telefónica, Edificio Carrión, el Edificio España, la Torre de Madrid, y en pequeño el Teatro Real.
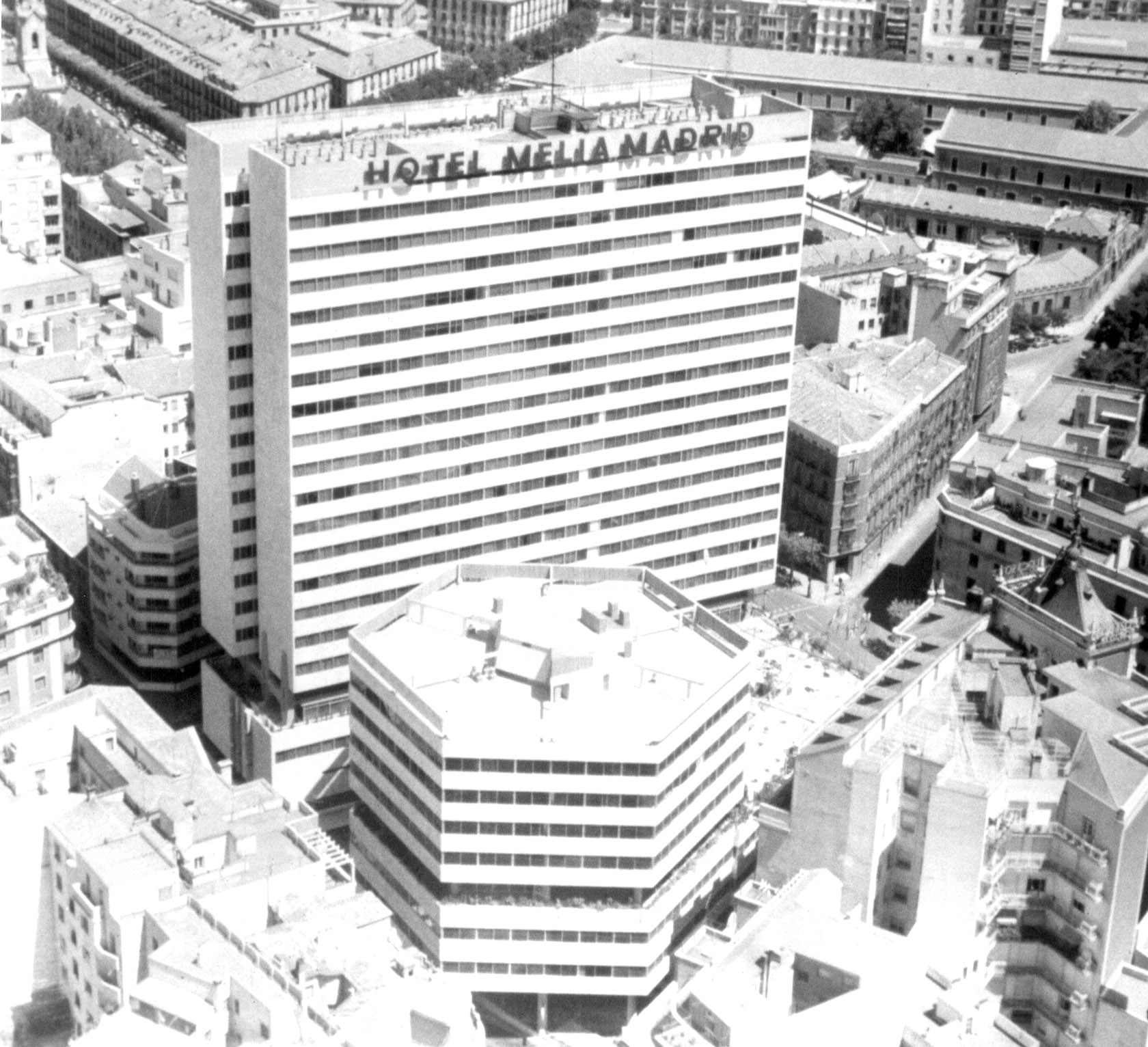
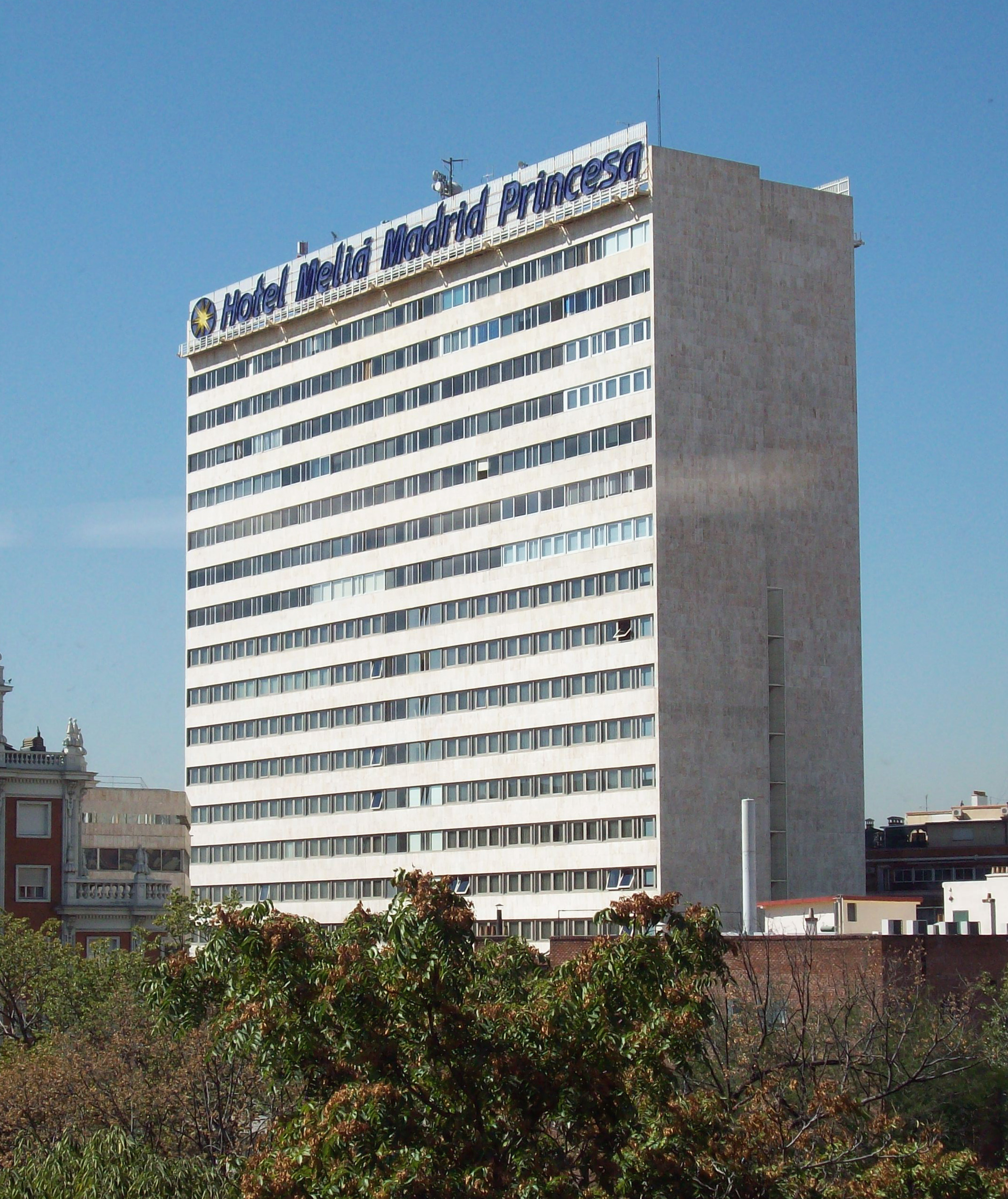
El edificio en 2011.
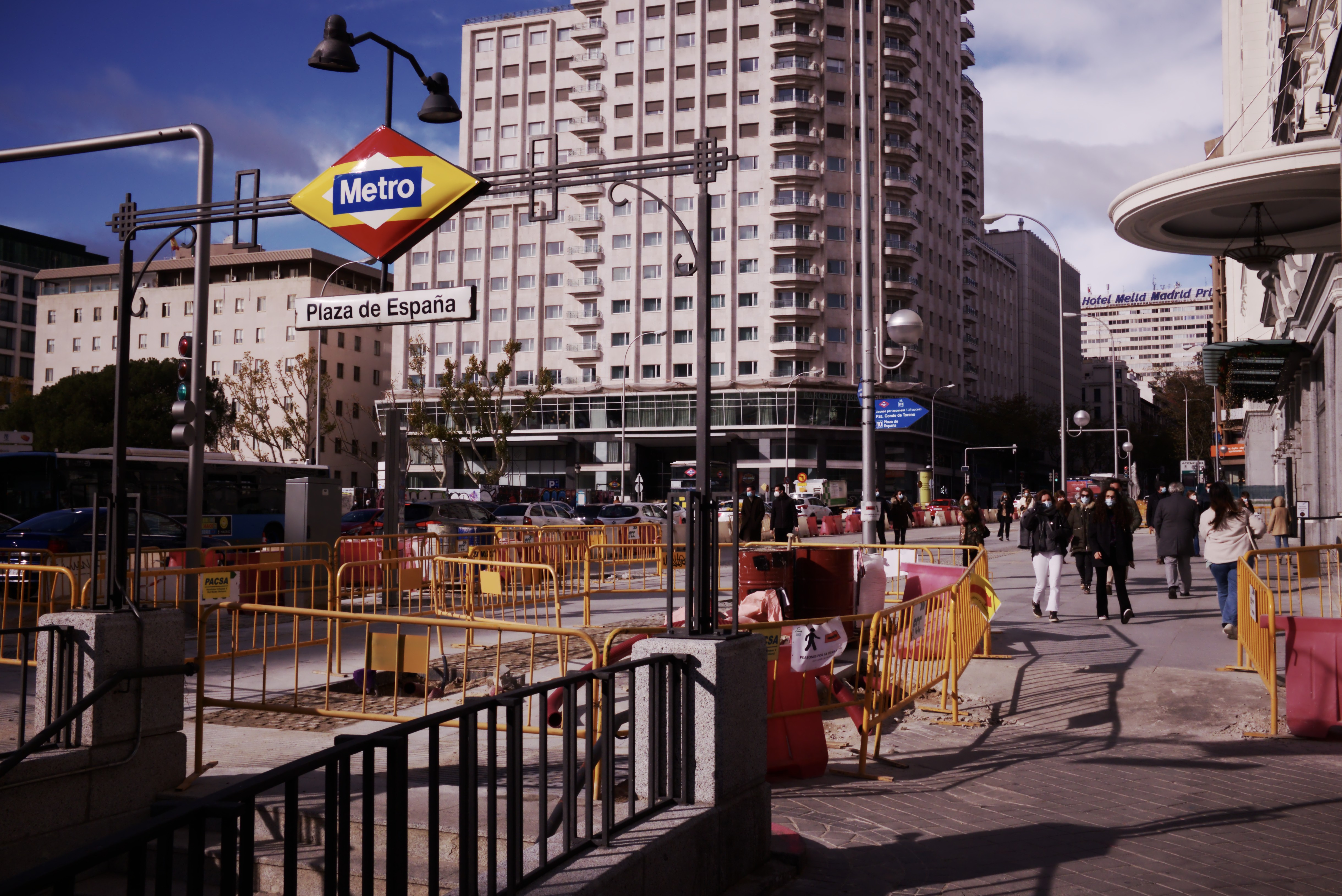
La boca de metro de la estación de Plaza de España, con la torre al fondo.